# Tumasera
Tumasera – wieś w Botswanie w dystrykcie Central. Według spisu ludności z 2011 roku wieś liczyła 3136 mieszkańców.